# День батька
День батька (англ. Father's Day) — щорічне свято на честь тат, що відзначається в більшості соціально розвинутих країн. В Україні День батька відзначається в третю неділю червня.

## Історія
Деякі історики вбачають підґрунтя цього свята у Біблії, оскільки в деяких країнах Заходу цей день календарно збігається з Вознесінням Господнім.
У Німеччині та німецькомовних країнах (Австрія, Швейцарія, Ліхтенштейн, Люксембург) початками свята вважається 1900 рік, коли під час святкування Вознесіння у Берліні велика група чоловіків вирішила відокремитися зі власною випивкою від основного суспільства. Національним святом і неробочим днем «День батька» став у 1934 році. Тому сучасні німецькі «ліві» часом вказують на народно-язичницькі коріння цього дня, маючи на увазі його нацистське минуле. У НДР цей день офіційно святкувався до 1966—1967 років.
У США святкувався з 19 червня 1910 року. Ініціаторка впровадження цього свята — місіс Додд із міста Спокан штат Вашингтон. Вона хотіла вшанувати пам'ять покійного батька, який, бувши вдівцем, виростив у любові й турботі шістьох дітей.
Національним святом цей день у США став у 1966 році, коли президент США Ліндон Джонсон оголосив третю неділю червня національним святом. Із часом й інші країни, де декларується повага до сімейних цінностей, слідом за Сполученими штатами, почали відзначати цей день, ушановуючи чоловіка-батька.
Країни, що святкують
У третю неділю червня, як і в США, цей день відзначають:
- Південна Африка
- Аргентина
- Канада
- Чилі
- Кот-д'Івуар
- Куба
- Франція (з 1968 р.)
- Гаїті
- Гонконг
- Маврикій
- Індія
- Ірландія
- Японія
- Малайзія
- Мальта
- Мексика
- Нідерланди
- Перу
- Філіппіни
- Велика Британія
- Сінгапур
- Словаччина
- Швейцарія
- Туреччина
- Україна
- Венесуела

## Інші дати святкування Дня батька
- 3 жовтня
  - Грузія
- 19 березня
  - Італія
  - Іспанія (19 березня — день св. Жозефа)
  - Португалія
- 8 травня
  - Південна Корея (день батьків)
- Христ. свято Вознесіння Господнє
  - Німеччина
- Перша неділя червня
  - Литва
- Друга неділя червня
  - Бельгія
- 23 червня
  - Польща
- 8 серпня
  - Тайвань
- Друга неділя серпня
  - Бразилія
- Перша неділя вересня
  - Австралія
- 3 жовтня
  - Люксембург
- 5 грудня
  - Таїланд (річниця короля Пуміпон Адульядета, що народився в 1927)

## День батька в Україні
День батька в Україні офіційно визначений із 8 травня 2019 року, коли Кабінет Міністрів України схвалив Указ Президента України «Про День батька».
Історія пропозиції про відзначення свята
Запропонували ввести цей день в Україні представники МГО «Міжнародний Центр Батьківства», започаткувавши у жовтні 2006 р. Громадську ініціативу «День Батька». У рамках цієї ініціативи зібрано 10 тис. підписів громадян під листом до Президента України зі пропозицією ввести День Батька на державному рівні. Також 2007 року провели у Львові, Кіровограді (нині Кропивницький) та Дніпропетровську (нині Дніпро) регіональні громадські форуми представників державних, громадських і релігійних організацій «Роль чоловіка як батька в сім'ї та суспільстві».
18 вересня 2008 року за підтримки Міністерства України у справах сім'ї, молоді та спорту — Перший усеукраїнський громадський форум у Києві в Жовтневому палаці. У форумі взяли участь близько 500 учасників від 57 громадських організацій, 23 представники малого та середнього бізнесу, 18 релігійних організацій та об'єднань, 12 представників ЗМІ. На форумах учасники обговорювали ідеологічну складову наявності такого свята. Визнано, що для українського суспільства важливо повернутися до моделі «доброго батька», що:
- відповідає за збереження життя дитини від її зачаття;
- у партнерстві з мамою бере активну участь у вихованні;
- забезпечує сім'ю матеріально, та в такий спосіб, щоб був час на розвиток здорових стосунків у сім'ї;
- виховує дітей на засадах високої моралі своїм особистим прикладом.[5]

Ідея введення Дня Батька була широко підтримана громадськістю та висвітлена в ЗМІ. Того ж 2008 року МУСМС у співпраці зі громадськістю підготувало проєкт указу Президента України «Про день батька», що було схвалено Гуманітарним урядовим комітетом при Кабінеті Міністрів України. У грудні 2008 року КМУ, посилаючись на фінансову кризу, відклав ухвалення рішення з ряду указів до покращення економічної ситуації в країні. Серед них був і згаданий указ.
Ураховуючи ситуацію, за ініціативою МГО «Міжнародний Центр Батьківства», від імені представників громадських і релігійних організацій учасників Першого всеукраїнського форуму, Всеукраїнський громадський комітет із підтримки сім'ї та відповідального батьківства, 18 вересня 2009 року під час пресконференції в УНІАН, оголосив третю неділю вересня Всенародним Днем Батька в Україні.
У 2013 році впровадження Дня Батька стає одним із завдань виконання Державної цільової соціальної програми підтримки сім'ї до 2016 року, затвердженої постановою Кабінету Міністрів України від 15.05.2013 № 341.
На виконання зазначеної програми Мінсоцполітики України розробило й погодило з центральними органами виконавчої влади проєкт Указу Президента України «Про День батька», який запропоновано відзначати щороку у третю неділю вересня. Зазначений проєкт указу 23 вересня 2013 року схвалив уряд України та надіслав на розгляд Президентові України (лист Кабінету Міністрів від 04.10.2013 № 12561/0/2-13).
Упровадження Дня батька вноситься в проєкт рішення як рекомендація до Президента України від парламентських слухань «Сімейна політика України — цілі та завдання» від 17 червня 2015 року.
Гуманітарний комітет Адміністрації Президента України опрацював цей проєкт і дав йому позитивну оцінку.
8 травня 2019 року Кабінет Міністрів України схвалив указ Президента «Про День батька», а 18 травня Президент України Петро Порошенко підписав цей указ.